# Préférence

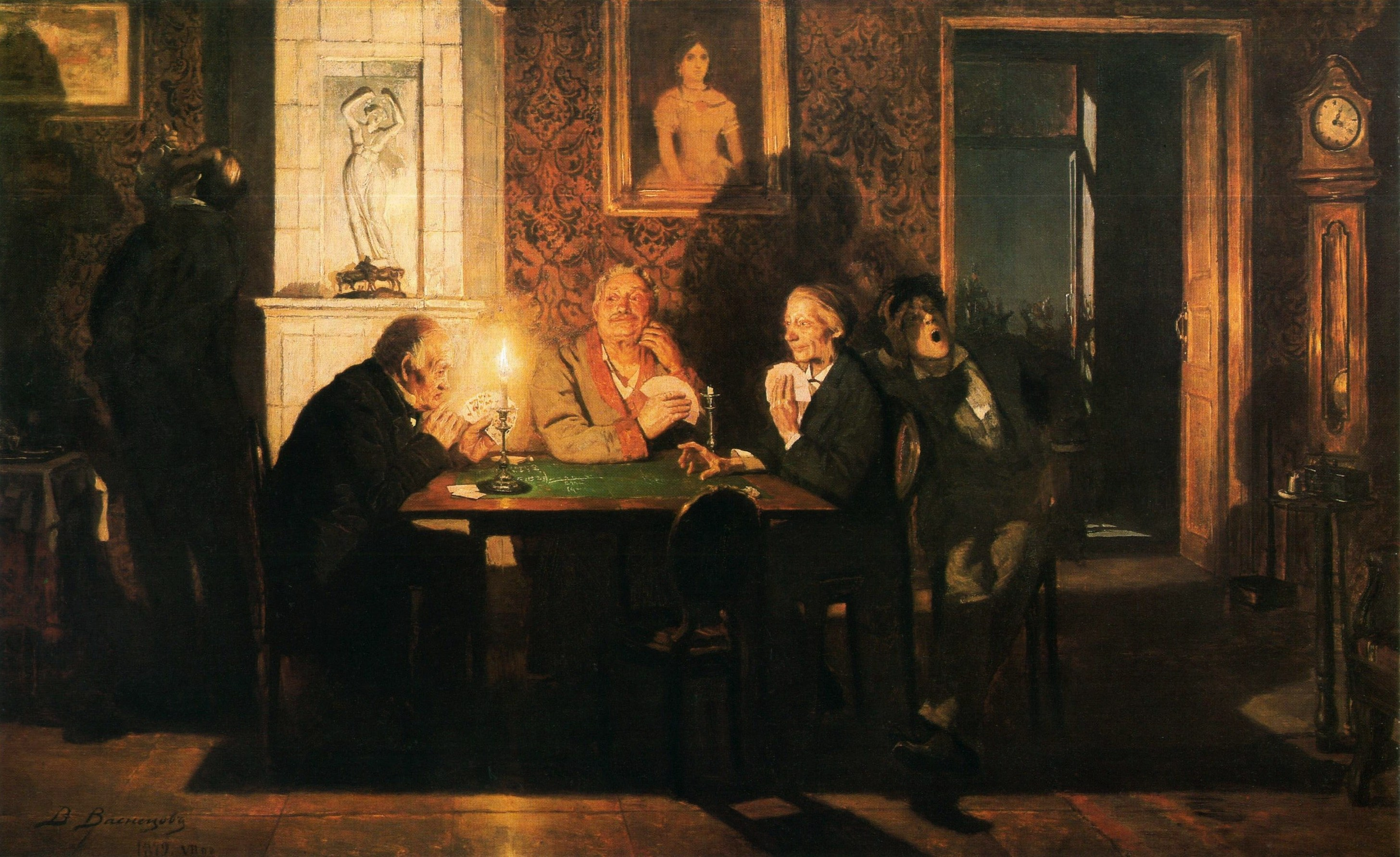
Die Préférence, Gemälde von Wiktor Michailowitsch Wasnezow

Die Préférence (feminin) ist ein Kartenspiel, das in Österreich und im östlichen Mitteleuropa weit verbreitet ist. Seine Wurzeln reichen bis zum Ende des 18. Jahrhunderts zurück. Trotz des französischen Namens ist der Ursprung des Spieles eher in den Ländern des ehemaligen Österreich-Ungarn zu suchen.
In Österreich wird das Spiel auch Preference, Preferanzen oder Präferanzen (Verb) bezeichnet.

## Geschichte
Das Préférence wurde im späteren 18. Jahrhundert in Österreich wahrscheinlich aus böhmischen Wallacho entwickelt. Die erste bestimmte Erwähnung erschien in einem Reiseberichteintrag vom September 1801 als Justus Fischer berichtete, dass „in mehrern Gesellschaften, die ich während meines jetzigen sehr kurzen Aufenthalts hier [Stadt Brünn] besuchte, fand ich, daß sehr stark und zwar Tappen oder Preference gespielt wurde...“ Auch der Wiener Schriftsteller Joachim Perinet erwähnte 1805 das Präferanz in seinem Werk, Antiope und Telemach.

## Die Regeln derEinfachen Préférence
Die Einfache Préférence ist das Grundspiel. Diese Regeln werden in den meisten Spielrunden jedoch um weitere Regeln ergänzt, woraus sich dann viele weitere mehr oder weniger standardisierte Varianten entwickelt haben (s. u.).

### Die Karten
Die Préférence wird von drei Personen mit einem Paket zu 32 Blatt französischer Spielkarten gespielt, die Préférence-Karte trägt weder Index- noch Farbzeichen, lediglich die Asse zeigen auch in den Ecken das entsprechende Farb-Symbol. Gelegentlich werden auch doppeldeutsche Karten verwendet.
Nehmen vier Spieler an einer Partie teil, so setzt der jeweilige Geber aus.

### Die Rangordnung der Farben und Karten
Bei der Préférence gilt folgende Rangordnung der Farben in aufsteigender Reihung:
- Treff (♣, Eins)
- Pique (♠, Zwei)
- Karo (♦, Drei)
- Herz (♥, Vier) ist die höchste und damit die bevorzugte (fr. préférée) Farbe, davon leitet sich der Name des Spieles ab.

Die Rangfolge der Karten ist die natürliche von der Sieben aufwärts bis zum Ass: 7–8–9–10–B–D–K–A.

### Das Geben
Der Geber wird durch Kartenziehen bestimmt, der Spieler mit der höchsten Karte wird erster Geber. Eine Besonderheit des Préférence-Spieles ist, dass bei der Frage, welche Karte die höhere ist, zuerst nach der Farbe und erst dann nach dem Range entschieden wird; d. h. eine ♥ 7 gilt höher als etwa ♦ A.
Vor Beginn einer Partie wird der Wert der Spielmarken vereinbart. Der sogenannte Geber, das ist jener Einsatz, den der jeweilige Kartengeber in eine Tasse (Kasse) in der Mitte des Tisches einzahlen muss, beträgt zehn Spielmarken.
Der Geber mischt, lässt abheben und gibt nun im Uhrzeigersinn die Karten: Zuerst erhält jeder Spieler drei Karten, dann legt er zwei Karten verdeckt als Talon auf den Tisch, dann erhält jeder Spieler vier Karten und zuletzt nochmals drei, also zehn insgesamt (so wie beim Skat).

### Das Gebot
Nach dem Geben prüft jeder Spieler sein Blatt und entscheidet, ob er spielen will – dann muss er mindestens sechs der möglichen zehn Stiche machen – oder ob er nur mitgehen soll – dann muss er mindestens zwei Stiche gewinnen.
Vorhand passt oder beginnt das Gebot, das sogenannte Lizit mit einer Ansage, z. B. kann sie mit Eins ein Spiel in der Einserfarbe (Treff) anbieten. Mittelhand kann nun entweder ebenfalls passen oder die Ansage überbieten (Zwei). Zuletzt bietet der Geber.
Wer am höchsten  gereizt hat, erhält das Spiel und wird Alleinspieler (Spielhalter). Der Alleinspieler muss nun ein Spiel in der angesagten oder einer höheren Farbe spielen. Er nimmt die beiden Talonkarten auf, legt dafür zwei andere Karten ab und bestimmt dann die Trumpffarbe.
Es darf auch aus der Hand gespielt werden. In diesem Fall wird „Ein Spiel“ oder „Ein Geschäft“ gemeldet, die Talonkarten bleiben liegen. Melden mehrere Spieler ein Spiel, so entscheidet die Rangfolge der Farben. Ein Spieler, der schon gereizt hat, darf jedoch später kein Handspiel mehr ansagen.
Das Spiel in Herz heißt Prämie und wird mit dieser Bezeichnung angekündigt; dieses Spiel wird besonders honoriert (siehe Auszahlung).
Nun entscheiden sich die beiden anderen Spieler, die eine Allianz gegen den Alleinspieler bilden, ob sie mitgehen oder zuhause bleiben wollen. Wer zuhause bleibt, legt seine Karten verdeckt ab. Bleiben beide Spieler zuhause, so kassiert der Spielhalter den Kasseninhalt, der Spieler zur Linken des Gebers zahlt den Geber in die Kasse und teilt die Karten für das nächste Spiel.

### Die Spieldurchführung
Gehen beide oder auch nur ein Spieler mit, so beginnt der Alleinspieler mit dem Ausspiel zum ersten Stich.
Es herrscht Farb-, Stich- und Trumpfzwang, d. h. hat ein Spieler zu einem Stich ausgespielt, so muss man als Gegner

a) mit einer höheren Karte derselben Farbe stechen. Kann man das nicht, so muss man

b) eine niedrigere Karte der ausgespielten Farbe zugeben. Ist das nicht möglich, so muss man

c) mit einer Trumpfkarte stechen (trumpfen), 

d) oder als dritter Spieler, wenn bereits der zweite Spieler mit Trumpf gestochen hat, und man keinen höheren Trumpf spielen (nicht übertrumpfen) kann, eine niedrigere Trumpfkarte zugeben. Wenn auch das nicht geschehen kann, so muss man 

e) eine beliebige andere Karte abwerfen.
Anmerkung Die Literatur ist, soweit es den Trumpfzwang betrifft, uneinheitlich. Es ist daher empfehlenswert vor Beginn der Partie festzulegen, ob neben Farb- und Stichzwang (vgl. Ecarté) auch Trumpfzwang gelten soll. Wird ohne Trumpfzwang gespielt, so entfällt in der obigen Liste der Punkt d).

### Die Auszahlung
Sind alle zehn Stiche gespielt, so werden diese bezahlt. Der Wert eines Stiches beträgt stets ein Zehntel des aktuellen Kasseninhalts.
Je nach Ausgang eines Spieles wird wie folgt ausgezahlt:
- Ein Spieler, der zuhause geblieben ist, erhält nichts.
- Sind beide Gegenspieler zuhause geblieben, so erhält – wie bereits erwähnt – der Alleinspieler den gesamten Inhalt der Kasse.
- Hat der Alleinspieler sechs oder mehr Stiche erzielen können, so hat er sein Spiel erfüllt, und er erhält ebenfalls den gesamten Inhalt der Kasse, muss aber seinen Gegnern ihre Stiche auszahlen, d. h.
  - ein Gegner, der zwei oder mehr Stiche erzielt hat, erhält für jeden Stich ein Zehntel des Kasseninhalts;
  - ein Gegner, der nur einen Stich gemacht hat, erhält zwar ein Zehntel des Kasseninhalts, er ist aber einmal gefallen und muss daher soviel in die Kasse zahlen, wie vor dem Spiel in der Kasse enthalten war.
  - ein Gegner, der keinen Stich gemacht hat, erhält nichts, er ist zweimal gefallen, und muss soviel in die Kasse zahlen, wie vor dem Spiel in der Kasse enthalten war.
- Hat der Alleinspieler nur fünf oder weniger Stiche erzielen können, so erhält er zwar ebenfalls den Inhalt der Kasse, und er zahlt wie oben für die Stiche seiner Gegner, er muss aber das Doppelte des zuvor in der Kasse befindlichen Betrages in die Kasse zahlen.
- Ist nicht nur der Alleinspieler, sondern auch ein Gegenspieler gefallen, so muss darüber hinaus dieser Spieler den vor dem Spiel in der Kasse befindlichen Betrag in die Kasse zahlen.

Gewinnt der Alleinspieler das Spiel in Herz, so erhält er zusätzlich von jedem Gegner den Betrag von fünf Spielmarken, die sogenannte Herz-Prämie; verliert der Alleinspieler das Spiel in Herz, so muss er an beide Gegner die Herz-Prämie zahlen.
Nach Beendigung dieser Transaktionen setzt der Spieler, der als Nächstes zu teilen hat, noch den Geber in die Kasse.

### Die Kassensperre
Damit der Wert eines einzelnen Spiels nicht zu stark wächst, wird vielfach eine Kassensperre in Höhe von zehn Gebern, also einhundert Spielmarken, vereinbart: Sollte der Kasseninhalt das Zehnfache des Gebers überschreiten, so wird der Überschuss in eine separate Tasse gelegt, um diesen Betrag wird nicht gespielt. Wenn in der Folge der Kasseninhalt wieder unter diese Grenze fällt, wird er aus dieser separaten Tasse entsprechend aufgestockt.

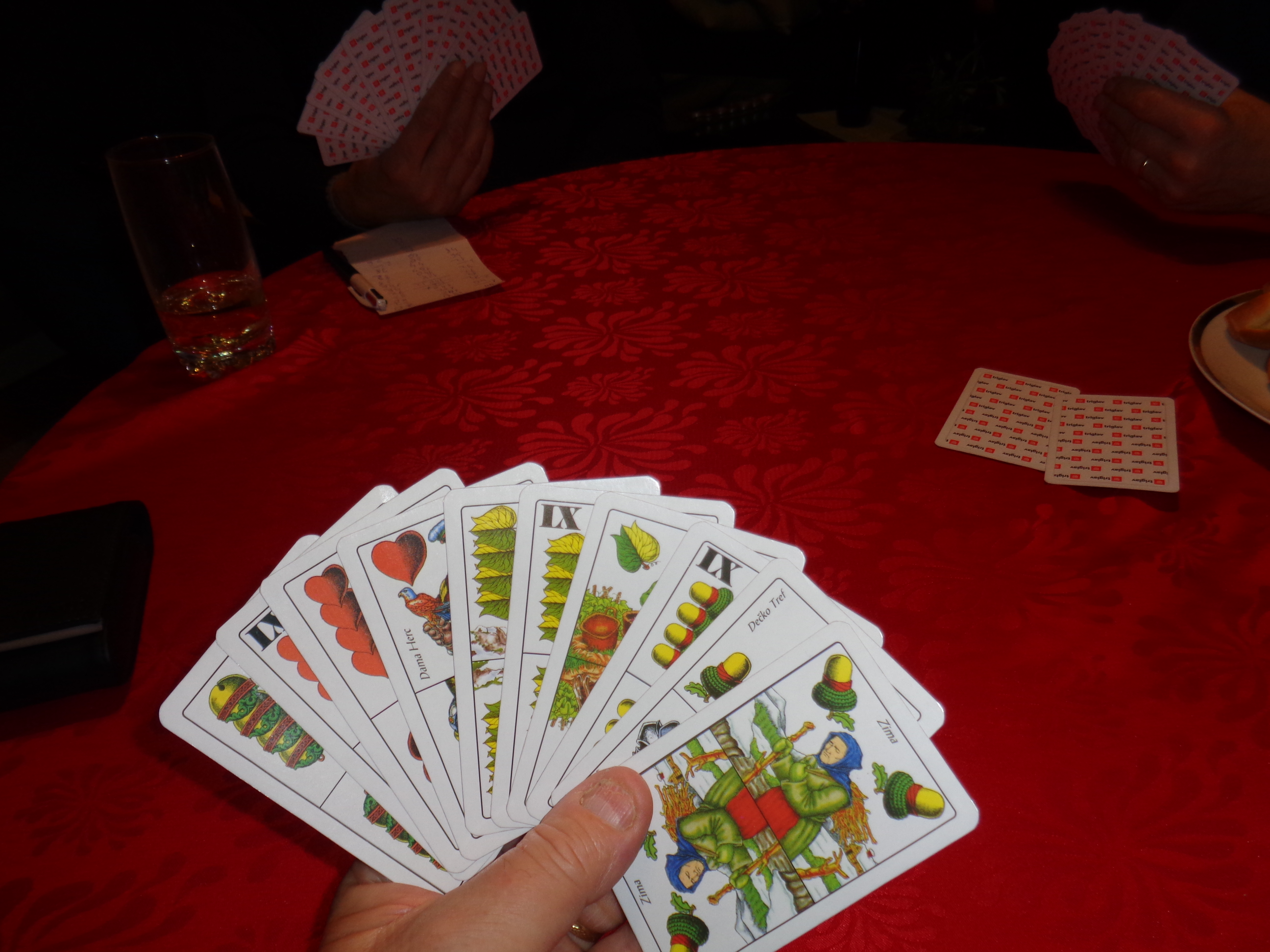
Kroatische Variante mit doppeldeutschen Karten

## Varianten
Préférence wird abgesehen von der oben dargestellten Hauptvariante, der Einfachen Préférence, in unzähligen, teils regionalen Varianten gespielt, z. B.
- die illustrierte Préférence
- die steirische Préférence
- die kroatische Préférence
- die russische Préférence
- die Préférence mit Weli
- die Schreibpréférence

Aufgrund gewisser Ähnlichkeiten bei der Auszahlung ist das Kartenspiel Tippen auch als Kleinpréférence bekannt.